# أنور العزوزي
أنور إل عزوزي، هو لاعب كرة قدم هولندي، ولد في 29 مايو 2001 في إيده في هولندا.

## حياته
ولد أنور في إيده في هولندا وسط عائلة أمازيغية من الريفيون المستقرون في هولندا و يعود أصله إلي جبال الريف، تحديدًا من قبيلة إبقوين الأمازيغية الموجودة حوالي مدينة الحسيمة في المغرب. كبر في فينندال بهولندا.
له أخ توأم أصغر منه بخمس دقائق فقط أسامة العزوزي و له أخ كبير آخر أشرف العزوزي. لديه أيضًا ابن عم يمارس كرة القدم الاحترافية، زكريا العزوزي.